# 波希米亚学
波希米亚学（英语：Bohemistics；捷克语：bohemistika）或捷克研究（Czech studies），属于欧洲研究和斯拉夫学，是研究、记录和传播捷克语、捷克文学、历史、社会的人文学科。该领域学者通常被称为波希米亚学家（Bohemist）。